# RTL Vision
 (mars 2016).
RTL Vision était une émission consacrée aux coulisses de RTL Télévision, présentée en alternance par Anouchka Sikorsky et Claude Rappé, et diffusée le dimanche à 16h30 en 1986.

## Principe de l'émission
RTL Vision parlait des coulisses de RTL Télévision, de son actualité, de ses personnalités et de ses activités.
L'émission permettait de découvrir tous ceux qui travaillaient derrière les caméras, à la technique, dont RTL Télévision était à la pointe avec les studios de réalisation 3D de RTL Productions, mais aussi de fidéliser le téléspectateur en créant un climat d'intimité avec la chaîne et ses animateurs.
Les 10 dernières minutes de l'émission étaient axées sur la revue des programmes de la semaine à venir.
RTL Vision était rediffusée le lundi à 12h ou 12h30.
Le titre RTL Vision fut repris quelques années plus tard pour une émission de jeu de la mi-journée.